# دوري سلتيك 2003–04
دوري سلتيك 2003–04 هو الموسم 3 من  بطولة اتحاد الرغبي. أقيم خلال الفترة 5 سبتمبر 2003 وحتى 14 مايو 2004، وكان عدد الأندية المشاركة فيه  12، وفاز فيه Scarlets ‏.